# Français langue seconde
Pour les articles homonymes, voir FLS.
 (août 2017).
Le français langue seconde (FLS ou FL2) est un concept susceptible de connaître plusieurs définitions. Il est apparu pour décrire l'ensemble des situations d'appropriation du français où les concepts de français langue maternelle (FLM) et de français langue étrangère (FLE) se sont révélés insuffisants.
Dans leur Cours de didactique du français langue étrangère et seconde (p. 94-97), Jean-Pierre Cuq et Isabelle Gruca distinguent deux types de définitions du FLS :
- « Le premier type est directement issu de la sociolinguistique anglo-saxonne. » Pierre Martinez, qui le défend, le résume parfaitement : « Il est clair qu'on gagne beaucoup à appeler langue seconde tout système acquis chronologiquement après la langue première ».
- La seconde acception est plus stricte. En sciences du langage en France, le français langue seconde est une langue de nature étrangère qui se distingue des autres langues étrangères par ses valeurs statutaires, en raison de la situation sociolinguistique, comme le français en Afrique dite francophone.

Une troisième acception est née dans le cadre de l'Éducation nationale en France. Pour cette institution, le FLS est le français appris en tant que langue cruciale et déterminante pour la vie de l'apprenant (notamment les apprenants immigrés dans un pays francophone). Cette acception est contestée par un certain nombre de chercheurs en sciences du langage.

## Objectifs
Cette section devrait être déplacée dans l'article Langue seconde.
Pour plus d’informations, se reporter en page de discussion. (septembre 2024)

### «Langue seconde»et«langue étrangère»
On parle de FLS surtout dans le système scolaire. L'objectif des cours de FLS n'a rien à voir avec celui de cours de français langue étrangère (FLE) : le cours de FLS est transdisciplinaire, puisque les apprenants doivent acquérir en une seule année non seulement les bases du français de tous les jours, mais aussi et surtout le vocabulaire de scolarisation, c'est-à-dire le vocabulaire propre à chaque discipline enseignée dans le cursus normal.

### Typologie
Le français langue seconde concerne tout apprentissage du français dans un but d'intégration, tant par des mineurs dans le système éducatif public que par des adultes dans une structure privée.

#### Langue de scolarisation
Pour un mineur, dans une école ou un collège, le terme spécifique est français langue de scolarisation (FLSco). Il est en effet plus important pour lui d'apprendre par exemple le lexique des consignes qui lui permettent de s'intégrer immédiatement dans une classe francophone (entourez, encadrez, comparez…), ce qui relève du FLSco, que d'apprendre à demander en français son chemin aux passants ou à lire une petite annonce pour trouver un travail, ce qui relève du FLE.
Les méthodes de FLE sont alors insuffisantes et inadaptées à ce type d'élèves. Les cours de FLSco doivent aller beaucoup plus vite, même en français de base. Après un an, les élèves doivent être capables de réussir le niveau A2 ou B1 du DELF, qui n'est pourtant pas du tout axé sur le vocabulaire de l'école.

#### Langue professionnelle
La langue professionnelle est également une langue seconde.

### En France
Les cours de FLS à l'école, au collège ou au lycée ont pour but d'intégrer le plus rapidement possible les mineurs non francophones dans le cursus normal. L'enjeu de ces cours est capital : l'intégration des mineurs non francophones dans une société de francophones représentée par les élèves et tout le personnel de l'établissement qu'ils fréquentent. Il s'agit donc indirectement de lutter contre la marginalisation naturelle d'une partie de la société française du fait de ses capacités linguistiques (et donc de ses origines, puisque la langue est un des premiers indicateurs des origines d'une personne). L'importance de cet enjeu amène beaucoup de rectorats à donner des moyens non négligeables aux Casnav de leur académie. D'autres rectorats ne le font pas ou le font moins. Ces choix sont essentiellement politiques.

## Structures d'enseignement
Le FLS est surtout présent dans des structures scolaires publiques, les élèves étant la plupart du temps mineurs.
Par définition, les cours de FLE peuvent se tenir partout dans le monde : par exemple grâce au réseau des Alliances françaises ou des Missions laïques d'une part, organisations publiques, et d'autre part à travers les entreprises privées d'enseignement de toutes langues (Berlitz, Nova). À l'inverse, les cours de FLS ne concernent que les apprenants en cours de scolarisation dans tous les pays où l'on parle le français. Dans la pratique, ils sont surtout développés en France et au Québec, mais également la Suisse (dans la partie francophone) et la Guyane française, pays de forte immigration.
Enfin, le bénévolat connaît un certain succès, essentiellement auprès de publics défavorisés adultes (Croix-Rouge), qui sont aussi pris en charge par des structures publiques telles que, en France, Pôle Emploi ou la Caisse d'allocations familiales.
Un apprenant FLE qui décide de rester dans un pays francophone, pour des raisons personnelles ou professionnelles, devra continuer d'apprendre le français mais cette fois pour l'intégration. Il devient, de fait, un apprenant FLS.

### Pays francophones

#### Afrique
En Afrique du Nord, des cours de FLS sont dispensés en Algérie et au Maroc.
En Afrique subsaharienne, des cours de FLS sont dispensés notamment au Cameroun,, au Gabon, et au Togo,.

#### Amérique du Nord (Québec)
Au Québec, les cours de FLS prennent de plus en plus d'ampleur, et ce, autant au niveau des apprenants d'âge mineur que ceux d'âge majeur,,.

#### Europe
En France, tout mineur (quelle que soit sa situation à l'égard de la loi) doit être scolarisé jusqu'à l'âge de seize ans. Les apprenants FLS bénéficient donc de ces cours de FLS dans des structures scolaires spécialisées, qui n'ont d'autre objectif que l'intégration de l'apprenant au système scolaire normal. Il s'agit, à l'école élémentaire, des classes d'intégration pour non-francophones (CLIN) et, au collège, des classes d'accueil (CLA). Ces classes, de l'ordre d'une centaine de CLA en Île-de-France, par exemple, regroupent au sein d'un collège (pour les CLA) une quinzaine d'élèves en moyenne dits primo-arrivants, pour une seule année en général (deux en CLIN). Il arrive que l'élève primo-arrivant soit allé à l'école très peu dans son pays ou jamais. Dans ce cas, il ne peut pas suivre les cours de FLS, où l'on apprend à comprendre et à parler le français de l'école, mais l'on n'apprend pas à écrire. Ces élèves vont alors dans des classes spécifiques d'alphabétisation, les NSA. Toutes ces classes dépendent de structures publiques, les Casnav (un par académie). Chaque apprenant a une classe de rattachement parmi les classes du cursus normal de l'établissement (5e A, 6e 2, etc.), au même titre que n'importe quel élève. Selon ses besoins en apprentissage du français, il suit plus ou moins d'heures de FLS, mais c'est dans la classe de rattachement que l'apprenant est intégré dès que possible. Dans les faits, l'apprenant l'intègre progressivement ; dès le début de l'année, il peut, par exemple, suivre les cours d'éducation physique et sportive (EPS) ou de musique, qui nécessitent moins de termes techniques. La classe de FLS fonctionne donc comme un tampon entre le pays d'où vient la famille de l'apprenant, et le système scolaire français, avec ses rites, ses implicites et son jargon (différents dans chaque discipline mais aussi parascolaires).

## Formation des enseignants
,,,,
Au Québec, étant une perspective d'emploi assez prospère, plusieurs se destinent à l'enseignement du français langue seconde. Les étudiants ont la possibilité de faire un baccalauréat et même une maîtrise en enseignement du français langue seconde.

### Note
1. ↑  Cela entraîne pour le professeur de FLS beaucoup de difficultés dans la gestion des emplois du temps, les élèves qui suivent les cours de FLS y allant rarement en même temps.